# Cascina Casalta
La Cascina Casalta è una delle architetture che si trovano all'interno del Parco di Monza.

## Storia e descrizione
Originariamente il complesso comprendeva diverse abitazioni, disposte secondo un insolito schema ad H, su due corpi di fabbrica divergenti e un terzo ortogonale. Particolare anche la lunga e ampia scalinata, collocata ad est del complesso, con un portale d'ingresso settecentesco, riutilizzato come ingresso laterale della Villa Mirabello. Nel 1808 la cascina venne destinata a canile e abitazione per i cacciatori al servizio del Parco; le sarebbe poi subentrata in questa funzione la Cascina Caimi. I primi interventi di rifacimento sono documentati a partire dal novembre del 1811.
Il complesso si costituisce oggi di due distinte cascine (la nuova e la vecchia), attorno alle quali sono disposti tre fienili. Il corpo più antico, del XVIII secolo, risistemato dal Canonica fra il 1805 e il 1825 si caratterizza per un loggiato sporgente, articolato su due piani, sostenuto da colonnine neoclassiche in granito, dalla base ottagonale. Ha subito un ampliamento verso la fine del XIX secolo, condotto dall'ingegnere di corte Luigi Tarantola, che ne esaspera i caratteri neoclassici.
La seconda cascina, detta nuova, venne realizzata nel 1826 insieme ai tre fienili da Giacomo Tazzini; dalla forma rettangolare, presenta una muratura in mattoni pieni, con solai lignei e copertura a falde, con manto in coppi, esattamente come la vecchia.
Le due cascine sono state riconvertite interamente ad abitazione, mentre i fienili vengono utilizzati come magazzino.